# Aretha Live at Fillmore West
Aretha Live at Fillmore West è un album dei cantanti Aretha Franklin e King Curtis, pubblicato nel 1971 dalla Atlantic Records.

## Tracce
Disco 1
1. Intro
2. The Memphis Horns – Knock on Wood
3. King Curtis – Whole Lotta Love
4. King Curtis – Them Changes
5. King Curtis – A Whiter Shade of Pale
6. Billy Preston – My Sweet Lord
7. King Curtis – Ode to Billie Joe
8. King Curtis – Mr. Bojangles
9. King Curtis – Soul Serenade
10. King Curtis – Memphis Soul Stew
11. King Curtis – Signed, Sealed, Delivered I'm Yours
12. Aretha Franklin – Respect
13. Aretha Franklin – Call Me
14. Aretha Franklin – Mixed-Up Girl
15. Aretha Franklin – Love the One You're With
16. Aretha Franklin – Bridge over Troubled Water
17. Aretha Franklin – Eleanor Rigby
18. Aretha Franklin – Make it with You
19. Aretha Franklin – Don't Play That Song (You Lied)

Disco 2
1. Aretha Franklin – You're All I Need to Get By
2. Aretha Franklin – Dr. Feelgood
3. Aretha Franklin – Spirit in the Dark
4. Aretha Franklin – Spirit in the Dark (Reprise)
5. The Memphis Horns – Knock on Wood
6. King Curtis – Them Changes
7. King Curtis – Whole Lotta Love
8. King Curtis – A Whiter Shade of Pale
9. King Curtis – I Stand Accused
10. King Curtis – Soul Serenade
11. King Curtis – Memphis Soul Stew
12. Aretha Franklin – Respect
13. Aretha Franklin – Call Me
14. Aretha Franklin – Love the One You're with
15. Aretha Franklin – Bridge over Troubled Water

Disco 3
1. Aretha Franklin – Share Your Love With Me
2. Aretha Franklin – Eleanor Rigby
3. Aretha Franklin – Make It With You
4. Aretha Franklin – You're All I Need To Get By
5. Aretha Franklin – Don't Play That Song (You Lied)
6. Aretha Franklin – Dr. Feelgood
7. Aretha Franklin – Sprit in the Dark
8. Spirit in the Dark (Reprise)
9. The Memphis Horns – Knock on Wood
10. King Curtis – Them Changes
11. King Curtis – A Whiter Shade of Pale
12. King Curtis – Ode To Billie Joe
13. King Curtis – Soul Serenade
14. King Curtis – Memphis Soul Stew

Disco 4
1. Aretha Franklin – Respect
2. Aretha Franklin – Call Me
3. Aretha Franklin – Love The One You're With
4. Aretha Franklin – Bridge over Troubled Water
5. Aretha Franklin – Share Your Love With Me
6. Eleanor Rigby
7. Aretha Franklin – Make It With You
8. Aretha Franklin – Don't Play That Song (You Lied)
9. Aretha Franklin – You're All I Need To Get By
10. Aretha Franklin – Dr. Feelgood
11. Aretha Franklin – Spirit in the Dark
12. Aretha Franklin with Ray Charles – Spirit in the Dark (Reprise)
13. Aretha Franklin – Reach Out and Touch (Somebody's Hand)